# Brook Lee

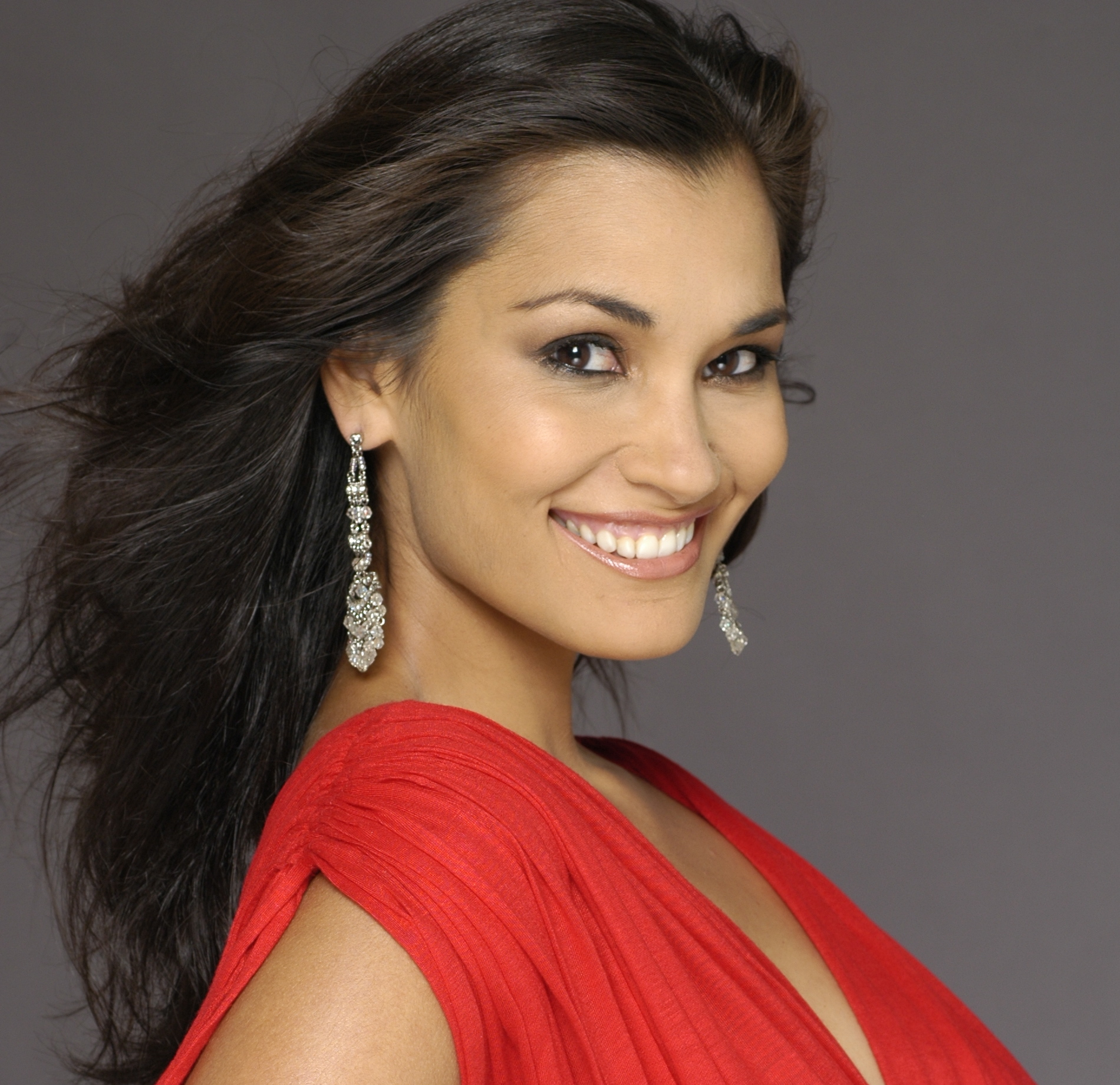
Brook Lee (1997)

Brook Antoinette Mahealani Lee (* 8. Januar 1971 in Pearl City, Hawaii) ist eine amerikanische Schönheitskönigin und war 1997 Gewinnerin der Miss Hawaii, Miss USA und Miss Universe.

## Leben
Lees Großvater war ein koreanischer Einwanderer und lebte seit den 1950ern auf Hawaii. Sie besuchte sechs Jahre lang die Punahou School in Honolulu und erhielt ihren Abschluss an der Kamehameha School. Anschließend absolvierte sie ein Studium in Kommunikationswissenschaften an der University of Hawaiʻi, konnte dies aber nicht abschließen, da sie zur Miss USA gewählt wurde.
Am 25. Mai 2007 brachte sie ihren Sohn Fynnegan Marvin Kealaokamalamalama Euy Son Mell zur Welt.

## Schönheitswettbewerbe

### Miss Hawaii
Lee nahm das erste Mal zur Wahl der Miss Hawaii teil und gewann diesen auf Anhieb.

### Miss USA
Dies berechtigte sie dazu an der Miss USA-Wahl teilzunehmen, die sie am 5. Februar 1997 auch für sich entscheiden konnte. In der finalen Runde der letzten Drei, wurde sie gefragt, wie sie mit Gewichtszunahme umgehe. Sie antwortete:
Ich weiß, dass ich immer noch dasselbe Mädchen sein werde wie zu dem Punkt, als ich gekrönt wurde und es spielt überhaupt keine Rolle, wie ich äußerlich aussehe, da ich dafür gewonnen habe, wie es in meinem Herzen aussieht. Also sollte ich nun dicker, dünner, größer, kleiner, meine Nase größer oder kleiner werden, werde ich immer noch dieselbe sein, die ich war als ich die Krone aufhatte.
Durch diese Antwort beeindruckte sie die Jury und wurde zur Miss USA gekrönt.

### Miss Universe
Drei Monate später nahm Lee am 16. Mai 1997 an der Miss Universe-Wahl teil. Im Finale wurde sie gefragt, was sie verrücktes tun werde, wenn sie für einen Tag keinerlei Regeln folgen müsse. Sie antwortete:
Ich würde alles essen was es auf der Welt gibt! Sie verstehen mich nicht! Ich würde alles essen - zweimal!
Daraufhin gewann sie die Wahl und ist somit bis heute mit 26 Jahren die älteste Miss Universe aller Zeiten.
Ihre Nachfolgerin wurde Wendy Fitzwilliam aus Trinidad und Tobago.